# Hwang Bo-ra
Hwang Bo-ra (en hangul, 황보라; nacida el 2 de octubre de 1983) es una actriz surcoreana.

## Biografía
Desde el 2013 sale con el actor Cha Hyun-woo (el hermano menor del actor Ha Jung-woo).

## Carrera
Es miembro de la agencia Walk House Company (워크하우스컴퍼니).  Previamente formó parte de las agencias "UL Entertainment" (de 2016) y de Fantagio
(de 2014 a 2016).
Debutó como actriz en 2003 y se hizo popular después de interpretar a la chica "taza de fideos" en un comercial de ramen.
En 2007 dio vida al personaje de la hija y narradora en la comedia de humor negro Skeletons in the Closet (también conocida como Shim's Family), por la que ganó el premio a Mejor Actriz revelación en el Busan Film Critics Awards y Director's Cut Awards.
Estos fueron seguidos por los personajes de reparto en películas y dramas, tales como Arang y el Magistrado (2012), El Primogénito (2013), y Cunning Single Lady, (2014).
Ha interpretado también un papel destacado en Jumunjin (2010; que la reunió con su coprotagonista en Rainbow Romance, Kim Kibum), el drama de venganza Dangerous Women (2011), y la película de terror Navigation (2014).
En enero del 2020 se anunció que se había unido al elenco recurrente de la serie Hienas, donde interpretó a Shim Yoo-mi, una antigua compañera de clases de Yoon Hee-jae. La serie fue estrenada en febrero del mismo año.
En septiembre del mismo año se unió al elenco recurrente de la serie Zombie Detective, donde da vida a Gong Sun-young, la hermana de Gong Sun-ji (Park Joo-hyun).

## Filmografía

### Series de televisión
| Año  | Título                                   | Personaje                          | Red       | Notas                               | Ref.          |
| ---- | ---------------------------------------- | ---------------------------------- | --------- | ----------------------------------- | ------------- |
| 2004 | 2002's Successful Story of a Bright Girl |                                    | SBS       |                                     |               |
| 2004 | 2004 Human Market                        | Gong-mi                            | SBS       |                                     |               |
| 2004 | Land                                     | Yeon-yi                            | SBS       |                                     |               |
| 2005 | Lawyers                                  | Shin Ji-na                         | MBC       |                                     |               |
| 2005 | The Secret Lovers                        | Seo Young-min                      | MBC       |                                     |               |
| 2005 | Rainbow Romance                          | Ella misma                         | MBC       |                                     |               |
| 2005 | My Girl                                  | Ahn Jin-shim                       | SBS       |                                     |               |
| 2007 | Ground Zero                              | Kim So-young                       | MBC       |                                     |               |
| 2008 | Love Marriage                            | Kim Soon-young                     | KBS2      |                                     |               |
| 2008 | Amnok River Flows                        | Goo Wol-yi (de joven)              | SBS       |                                     |               |
| 2009 | Father, Your Place                       | Mi-ok                              | SBS       |                                     |               |
| 2010 | Road No. 1                               | Mujer del Vecindario de Oh Jong-ki | MBC       | Cameo                               |               |
| 2010 | Smile, Mom                               | Kim Mi-so                          | SBS       |                                     |               |
| 2011 | Dangerous Women                          | Kang So-ra                         | MBC       |                                     |               |
| 2012 | Love Rain                                | Hwang In-sook                      | KBS2      |                                     | [ 16 ]        |
| 2012 | Arang and the Magistrate                 | Bang-wool                          | MBC       |                                     |               |
| 2012 | Something Shocking                       |                                    | Channel A |                                     | [ 17 ]        |
| 2013 | The Firstborn                            | Park Soon-geum                     | JTBC      |                                     |               |
| 2014 | Cunning Single Lady                      | Kang Min-young                     | MBC       |                                     |               |
| 2014 | Mr. Back                                 | Yoo Nan-hee                        | MBC       |                                     | [ 18 ]        |
| 2016 | My Horrible Boss                         | Jang Mi-ri                         | JTBC      |                                     |               |
| 2016 | Blow Breeze                              | Jo Hee-ra                          | MBC       |                                     |               |
| 2017 | Fight for My Way                         | Park Chan-sook                     | KBS2      | Cameo                               |               |
| 2017 | Borg Mom                                 | Koo Seol Soo Ji                    | MBC       |                                     |               |
| 2018 | What's Wrong With Secretary Kim?         | Bong Se-ra                         | tvN       | 16 episodios (personaje secundario) |               |
| 2018 | My Strange Hero                          | Mujer abandonada                   | SBS       | Ep. 1 (aparición especial)          |               |
| 2019 | Touch Your Heart                         | Hwang Yeon-doo                     | tvN       |                                     | [ 19 ]        |
| 2019 | Vagabond                                 | Gong Hwa-sook                      | SBS       |                                     | [ 20 ]        |
| 2020 | Hienas                                   | Shim Yoo-mi                        | SBS       |                                     | [ 21 ]        |
| 2020 | Zombie Detective                         | Gong Sun-young                     | KBS2      |                                     |               |
| 2021 | Dali and Cocky Prince                    | Yeo Mi-ri                          | KBS2      |                                     | [ 22 ] [ 23 ] |
| 2021 | Moonshine                                | Hwang Ga                           | KBS2      | Ep. 3 (aparición especial)          | [ 24 ]        |
| 2022 | Besos y presagios                        | Jang Um-ji                         | Disney+   |                                     | [ 25 ] [ 26 ] |
| 2023 | Curso intensivo de amor                  | Lee Mi-ok                          | tvN       |                                     | [ 27 ]        |
| 2024 | El amor vuelve a casa                    | Yu Se-ri                           | JTBC      |                                     | [ 28 ] [ 29 ] |

### Cine
| Año  | Título                              | Rol                                 | Notas      |
| ---- | ----------------------------------- | ----------------------------------- | ---------- |
| 1999 | Memento Mori                        | Joven en la Clase                   |            |
| 2007 | Skeletons in the Closet             | Shim Yong-sun                       |            |
| 2008 | Radio Dayz                          | Myeong-wol, a gisaeng               |            |
| 2008 | Dachimawa Lee                       | Joven Rara                          |            |
| 2009 | I Am a Stewardess                   |                                     |            |
| 2009 | The Relation of Face, Mind and Love | Tae-young                           | Telecinema |
| 2010 | Jumunjin                            | Ji-ni                               |            |
| 2010 | Petty Romance                       | Hermana Mayor de Bol-mae            | (cameo)    |
| 2014 | Navigation                          | Soo-na                              |            |
| 2015 | Chronicle of a Blood Merchant       | Gye-hwa                             |            |
| 2015 | Petit Bourgeois                     |                                     |            |
| 2015 | The Phone                           | Kim Hye-jin                         |            |
| 2016 | Phantom Detective                   | Mujer en la tienda de libros usados |            |
| 2019 | Trade Yout Love                     |                                     |            |

### Programas de televisión
| Año  | Programa                  | Notas                      |
| ---- | ------------------------- | -------------------------- |
| 2019 | Running Man               | (ep. #474, 482) - invitada |
| 2018 | Life Bar                  | invitada                   |
| 2018 | Bipedal Life (두발라이프) | miembro                    |

### Apariciones en vídeos musicales
| Año  | Título            | Artista |
| ---- | ----------------- | ------- |
| 2005 | "Struggle"        | F&F     |
| 2010 | "My Name's Woman" | Bi Girl |

### Teatro
| Año  | Título           | Personaje    |
| ---- | ---------------- | ------------ |
| 2010 | Rooftop Room Cat | Nam Jung-eun |

## Premios y nominaciones
| Año  | Premio                                  | Categoría                                       | Nominación                       | Resultado |
| ---- | --------------------------------------- | ----------------------------------------------- | -------------------------------- | --------- |
| 2007 | 8 Premios de Críticos del Cine de Busan | Mejor Actriz Revelación                         | Skeletons in the Closet          | Ganadora  |
| 2007 | 28 de Blue Dragon Film Awards           | Mejor Actriz Revelación                         | Skeletons in the Closet          | Nominada  |
| 2007 | 10 Premios Corte del Director           | Mejor Actriz Revelación                         | Skeletons in the Closet          | Ganadora  |
| 2012 | MBC Drama Awards                        | Premio a la excelencia, Actriz en una miniserie | Arang y el Magistrado            | Nominada  |
| 2019 | 14th Annual Soompi Award                | Mejor actriz de reparto                         | What’s Wrong With Secretary Kim? | Ganadora  |